# Automatický kanón

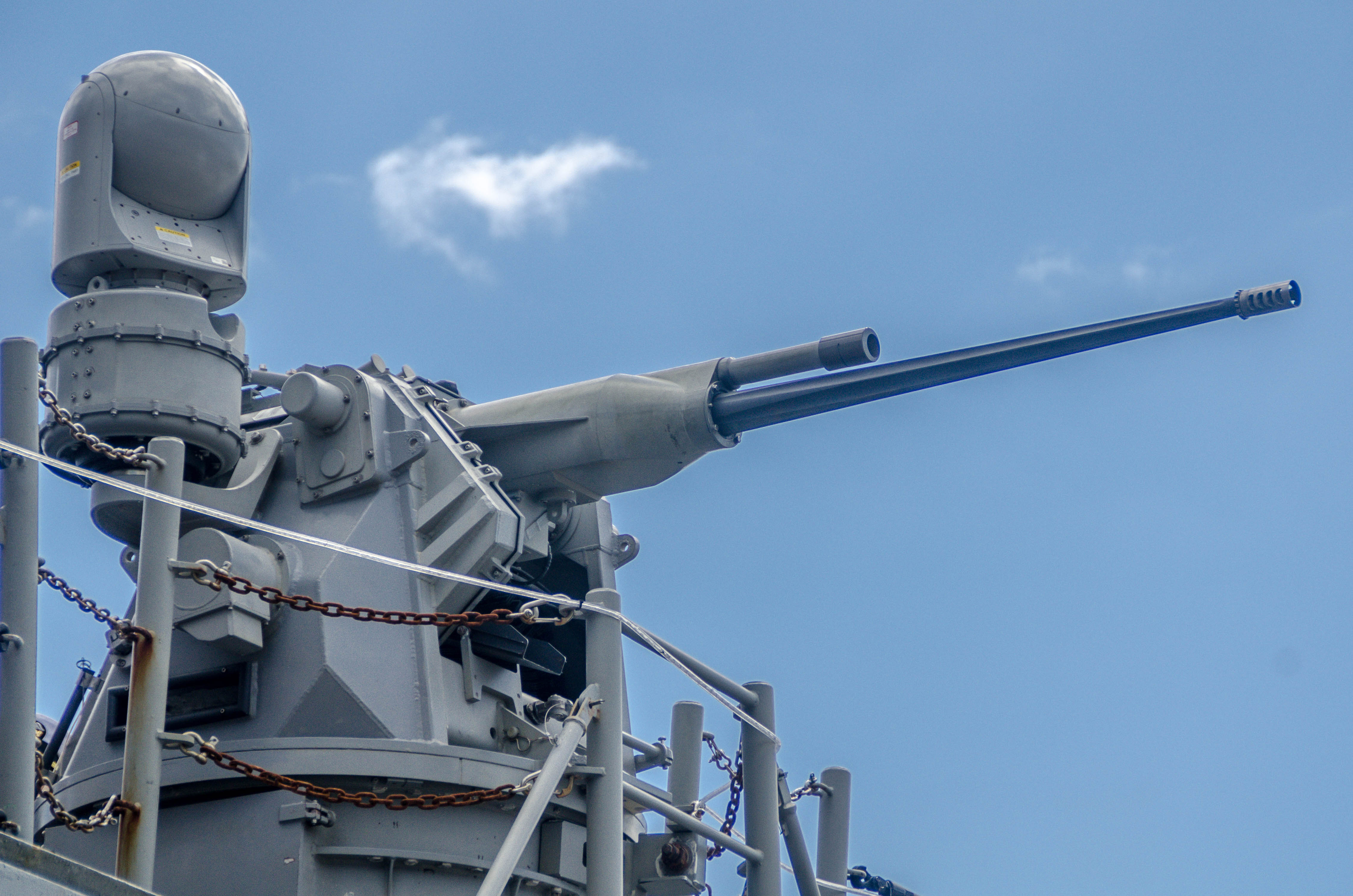
25mm automatický kanón M242 Bushmaster

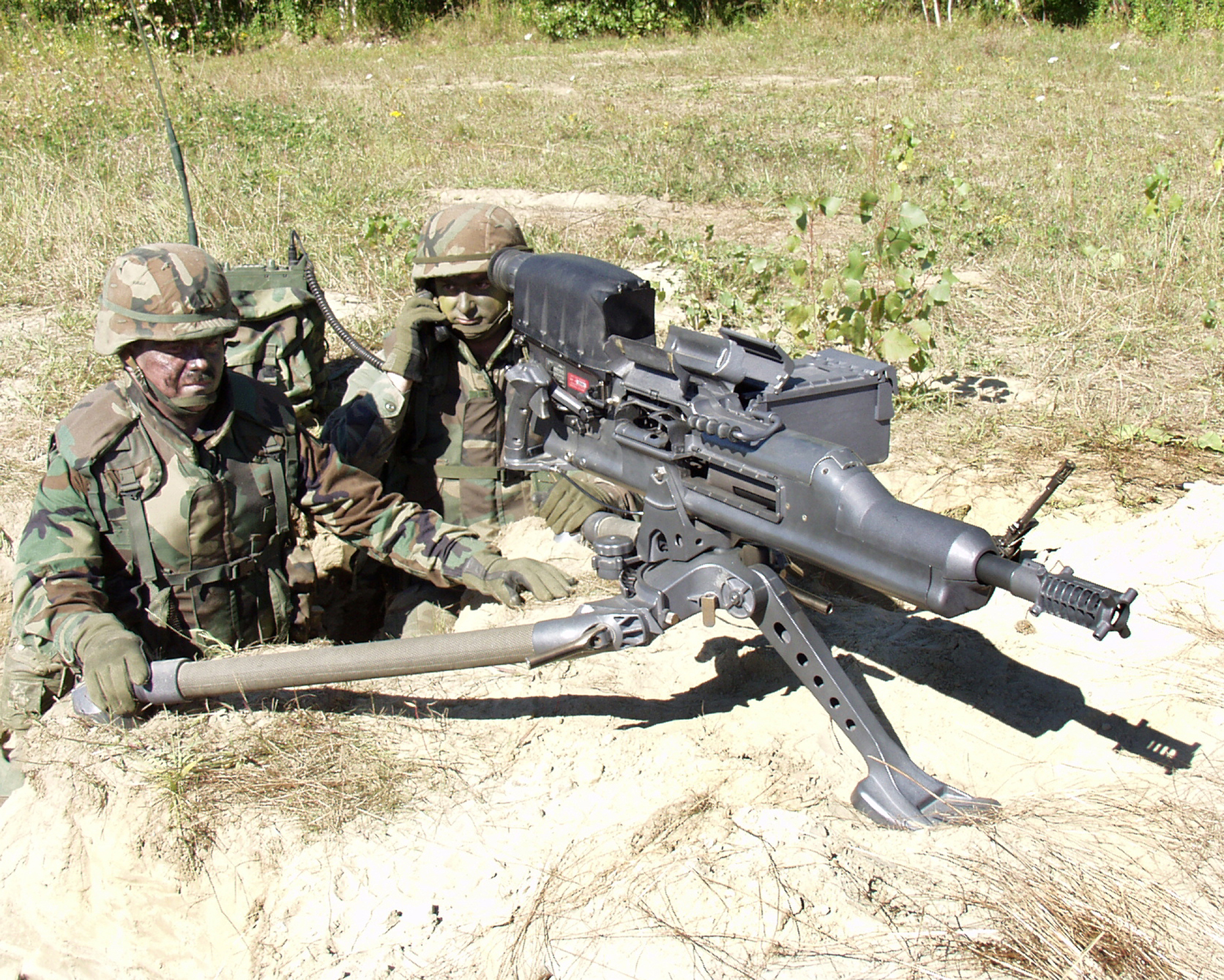
Granátomet XM307 ráže 25 mm

Automatický kanón je automatická palná zbraň s větší ráží než kulomet (tj. obvykle 20 mm a víc), ale menší než polní kanón nebo další artilerie. Kromě ráže se automatické kanóny někdy odlišovaly tím, že střílely granáty – explozivní munici. Jsou vybaveny automatickým nabíjením munice a mají větší kadenci než např. houfnice či další velké palné zbraně.
Většina automatických kanónů pracuje na dvou odlišných principech:
- Revolverový kanón s jednou hlavní a otočným bubnem se 4 až 6 náboji.
- Rotační kanón či Gatlingův kulomet se 4 a více rovnoběžnými hlavněmi, které se otáčejí kolem společné podélné osy. Je objemný a složitý, výhodou je vysoká kadence střelby (teoreticky až 8 000 za minutu), umožněná podstatně lepším chlazením hlavní.